# Kalachinsky (huyện)
Huyện Kalachinsky (tiếng Nga: ? райо́н) là một huyện hành chính tự quản (raion), của Tỉnh Omsk, Nga. Huyện có diện tích 2838 kilômét vuông, dân số thời điểm ngày 1 tháng 1 năm 2000 là 24800 người. Trung tâm của huyện đóng ở Kalachinsk.